# Tahmina

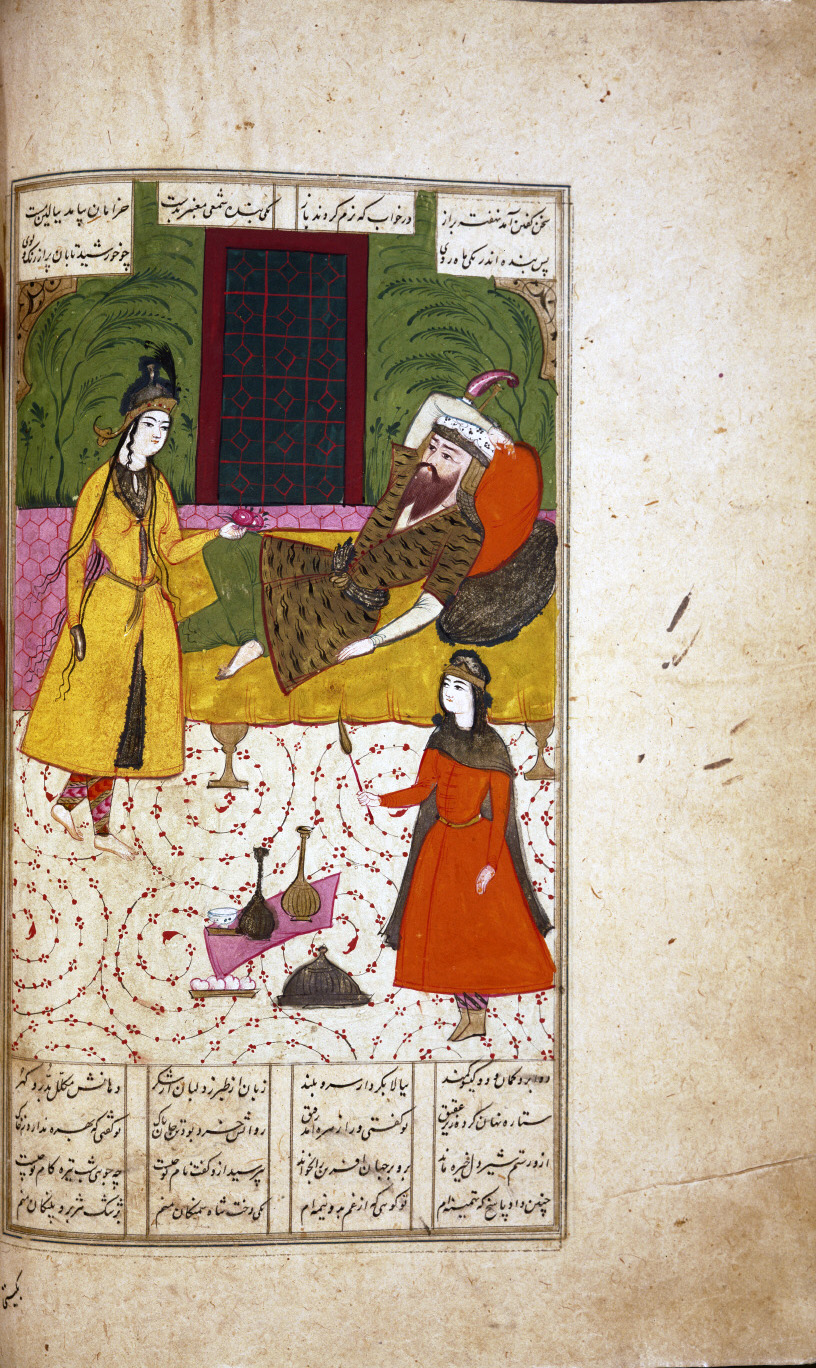
Miniature persane : Tahmineh rend visite à Rostam.

Tahmineh est un des personnages féminins du Livre des Rois.
Fille du roi de Samangan (en), elle a épousé Rostam. Elle était la mère de Sohrab.
Dans le Livre des Rois, l'histoire de Tahmineh et Rostam commence lorsque Rostam perd son cheval Rakhch. Il va jusqu'au royaume de Samangan. Le roi de Samangan le rassure et lui offre l'hospitalité pour la nuit.
La nuit venue, Tahmineh entre dans la chambre de Rostam et lui déclare son amour. Rostam appelle un prêtre pour les unir, et après la cérémonie, ils passent la nuit tous les deux.
Avant de partir, Rostam offre un joyau à Tahmineh. Neuf mois après, Tahmineh met au monde un fils, Sohrab.
Des années plus tard, à la bataille finale entre Iran et Touran, Rostam tue Sohrab et découvre sur lui le joyau qu'il avait donné à Tahmineh, découvrant ainsi qu'il était son fils.